# Leucophlebia afra
Leucophlebia afra är en fjärilsart som beskrevs av Karsch 1891. Leucophlebia afra ingår i släktet Leucophlebia och familjen svärmare. Inga underarter finns listade i Catalogue of Life.